# Przesiewanie zboża
Przesiewanie zboża (fr. Les Cribleuses de blé) – obraz olejny francuskiego malarza Gustave’a Courbeta. Przechowywany jest w Musée d’arts de Nantes, został zakupiony przez muzeum w 1861 roku, za życia artysty.

## Opis obrazu
Na obrazie przedstawiono dwie młode kobiety i chłopca. Każda z osób w inny sposób zajmuje się przesiewaniem zboża. W centrum znajduje się postać, która klęczy na jasnej płachcie płótna i przesiewa ziarno przetakiem. Pozowała do niej siostra artysty Zoé Courbet. Plecy kobiety są wygięte, głowa pochylona do przodu tak, że nie widać twarzy, a ramiona wyciągnięte w widocznym wysiłku. Jej brudne stopy obute są w proste buty. Postać wyraża trud wiejskiej pracy, a jednocześnie emanuje energią. Stanowi centralny punkt kompozycji obrazu. Z lewej strony, oparta o worki ze zbożem, siedzi spokojnie druga kobieta i ręcznie przebiera ziarno. Ułożenie jej sylwetki sugeruje, że jest senna. Obok niej, przy naczyniu stojącym na podłodze, śpi kot. Do drugiej sylwetki kobiecej pozowała prawdopodobnie inna siostra malarza, Juliette. Przypuszcza się, że modelem do postaci chłopca mógł być nieślubny syn Courbeta – Désiré Binet. Umiejscowione z prawej strony obrazu dziecko zagląda do wnętrza maszyny służącej do mechanicznego oddzielania ziarna od plew. Osoby na obrazie pracują niezależnie od siebie, nie zachodzi między nimi interakcja.
Obraz utrzymany jest w ciepłej kolorystyce, dominują odcienie żółci i ochry; plamy chłodniejszych kolorów stanowią ubrania siedzącej dziewczyny i chłopca, umiejscowione po dwóch stronach centralnej osi obrazu, którą stanowi intensywnie czerwona suknia Zoé.

## Interpretacje i nawiązania
Malarz w latach pięćdziesiątych XIX wieku wykonał cykl płócien przedstawiających sceny z codziennego życia, rozgrywające się w okolicach rodzinnego Ornans. Przesiewanie zboża należy do tego samego cyklu, co m.in. Pogrzeb w Ornans, Kamieniarze i Młode damy na wsi. Obraz jest wyrazem dążeń Courbeta, żeby wprowadzić do świadomości społecznej istnienie ludzi prostych i ubogich. Malarz rehabilituje świat wiejski i uznaje go za godny przedstawienia na płótnie, wbrew zasadom malarstwa akademickiego.
Przesiewanie zboża zdradza pewne podobieństwa z twórczością Milleta, chociaż tematyka u obydwu malarzy jest podobna, to jednak nastrój na płótnie Courbeta nie jest tak wzniosły i patetyczny, jak u Milleta.
Przypuszcza się, że wpływ na powstanie obrazu miała znajomość japońskich rycin. Nie ma dowodów na to, że malarz zapoznał się z nimi, jednak pewne cechy Przesiewania zboża sugerują wpływ sztuki japońskiej. Są to takie elementy, jak wysoko położony punkt widzenia, brak centralnego punktu zbiegu, płaska perspektywa ściany i drzwi.